# Aeranthes schlechteri
Aeranthes schlechteri är en orkidéart som beskrevs av Jean Marie Bosser. Aeranthes schlechteri ingår i släktet Aeranthes och familjen orkidéer. Inga underarter finns listade i Catalogue of Life.